# M16S1突擊步槍
M16S1突擊步槍是由新加坡特許工業（現改稱為新加坡技術動力（英語：ST Kinetics）授權生產的M16A1突擊步槍。

## 歷史
在1960年代後期，新加坡武裝部隊選定美國的M16A1步槍作為制式步槍。但由於美國供應步槍的速度比較慢，新加坡政府便購買了M16A1的許可權在國內製造，並將其命名為M16S1，由新加坡特許工業公司（CIS，現在重組為新加坡科技動力）來生產。

## 設計
M16S1突擊步槍與M16A1的槍機設計相同，對應北約5.56×45毫米彈藥，可使用三發點放模式，也可裝上榴彈發射器；M16S1亦能使用特製的標記彈，並已經分發部隊作新兵的對抗訓練之用。

## 採用
M16S1曾裝備新加坡武裝部隊，現被SAR 21突擊步槍所取代，並從前線部隊撤裝，成為預備役的武器。
根據仿製許可協議，新加坡不能擅自出口M16S1，每一筆出口訂單都必須經過柯爾特公司和美國國務院的批准才能出售。

## 使用國
- 緬甸
- 新加坡
- 泰國